# GeoGebra
GeoGebra se je pojavila kot program za dinamično geometrijo v letu 2001, v katerem pa sta se prepletali geometrija in algebra ravnine. Avtor je Markus Hohenwarter od leta 2001 s salzburške univerze, danes je v razvojnem timu veliko število programerjev in je program kompleksen in se ponaša z nazivom dinamična matematika, saj poleg geometrije vsebuje module za tabele in diagrame, verjetnost, 3D geometrijo in sistem za simbolično računanje SSR in kot tak nudi podporo pri pouku matematike, pri samostojnem študiju na vseh nivojih - od osnovne šole do fakultete in tudi za samostojno raziskovalno delo na ustreznih področjih. Avtor Markus Hohenwarter je osnovno različico programa objavil kot diplomsko delo na dodiplomskem študiju, nato z delom nadaljeval na Državni univerzi Floride in program bistveno izboljšal, po vrnitvi v Avstrijo pa je zgradil močno spletno skupnost, ki je poskrbela tudi za prenos na Jvascriptno spletno platformo. Program je namreč napisan v javi in je tako bil razpoložljiv za več platform. Z razvojem Javascripta in ustavitvijo podporee za Javo kot vtičnik za brskalnike za prikazovanje apletov je bilo porebno spremeniti koncept programa. Z uporabo Google prevajalnika so to tudi uspešno izvedli. Projekt je postal največje okolje matematičnih vsebin z apleti, ki pokrivajo vsa področja matematike, fizike, kemije in jih je mogoče poiskati na spletnem repozitoriju, ki je del spletne strani projekta. 
Po eni strani je GeoGebra paket za dinamično geometrijo. Lahko konstruiramo točke, vektorje, daljice, premice, stožnice, funkcije - vse elemente lahko nato dinamično spreminjamo. Po drugi strani lahko vnašamo algebrske enačbe premice in stožnic, koordinat in števil. Z vsemi objekti je mogoče računati, tako da za te objekte lahko govorimo že o sistemih CAS. Ti dve značilnosti sta posebnost programa GeoGebra. Izraz v algebrskem oknu ustreza objektu, predstavljenem na risalni površini in obratno. Tako je tudi z vnosom - ali vnesemo objekt po izboru ustreznega načina z miško na risalni površini ali pa v ukazni vrstici napišemo ustrezni ukaz.
Program GeoGebraq je bil ustvarjen v Javi in je tako omogočal izdelavo apletov, ki jih je bilo mogoče zelo enostavno objaviti na spletu z vključevanjem apleta s pomočjo Javanskega vtičnika. Ker je ta tehnologija v spletnih brskalnikih ugasnila, so ustvarjalci GeoGebre ob pravem času sistem posodobili  s prevajalnikom v Javaskript. Ker je izvorna koda ostala Javanska, je sedaj mogoče vse aplete izdelovati v spletni varianti programa, jih naložiti na njihov spletni strežnik in potem vgraditi v lastne spletne strani.  
V programu GeoGebra dobimo pregled nad ravninsko in analitično vsebino množic točk, ki jih največkrat obravnavamo na ravnini. Program je preveden v več jezikov, med drugimi tudi v slovenščino. Za slovenjenje skrbi [Stanislav Šenveter], profesor matematike in informatike na Gimnaziji Ptuj.

## Objave
- Monitor, Revija: Julij-avgust 2019